# 1955 en rugby à XV
Cette page présente les faits marquants de l'année 1955 en rugby à XV : les principales compétitions et évènements liés au rugby à XV et rugby à sept ainsi que les naissances et décès de grandes personnalités de ce sport.

## Événements

### Mars
- La France remporte son 2e Tournoi à égalité avec le Pays de Galles. C'est la seconde fois consécutive que le XV de France termine premier ex æquo.

### Récapitulatifs des principaux vainqueurs de compétitions 1954-1955
- L'USA Perpignan remporte le Championnat de France en battant le FC Lourdes en finale[1].

## Naissances
- Ion Bucan : joueur roumain.